# Bürgezd
Bürgezd falu Romániában, Szilágy megyében.

## Fekvése
Szilágy megyében, Szilágysomlyótól nyugatra, Szilágynagyfalu északi szomszédjában fekvő település.

## Története
Bürgezd (Bülgezd) nevét az oklevelek 1461-ben említették először Bilgezd néven.
1461-ben Székely István volt birtokosa, s ekkor a település Kraszna vármegyéhez tartozott.
1584-ben a váradi káptalan Báthory Zsigmond erdélyi vajda megbízásából átírta Bánfi Boldizsár kraszna megyei Bilgezd nevű birtokáról szóló határjárási oklevelét.
1701-ben Horváth Miklósnak volt részbirtoka Bürgezden, aki ekkor  Guthi Farkas Zsófiának adta részbirtokát.
Az 1808-as összeíráskor több kisebb birtokosa is volt; így birtoka volt itt többekközött a Géczi, Almási, Alszegi, báró Bánfi, Bányai családoknak is.
A falu lakossága 1619-ben a Szilágyság reformációja idején tért át a református vallásra.
Bürgezd lakosai egy 1765-ből származó tanúvallomás szerint II. Rákóczi György Lengyelországi hadjáratakor a fejedelemmel Lengyelországba mentek, s szinte valamennyien ottvesztek, csak 2-3-an jöttek közükük vissza.
1847-ben a településnek 554 lakosa volt, ebből 11 római katolikus, 2 görögkatolikus, 541 református.
1890-ben 415 lakosából 398 magyar, 2 tót, 15 oláh, ebből római katolikus 2, görögkatolikus 12, evangélikus 1, református 396, izraelita 4 fő volt. A falu házainak száma ekkor 86 volt.
Bürgezd a trianoni békeszerződés előtt Szilágy vármegye Szilágysomlyói járásához tartozott.

## Nevének eredete
Nevét török eredetűnek tartják, helyén feltehetően avar telep lehetett.

## Népviselet, népszokások
Bürgezden a nők színes karton-ruhákat és "kötőt" a lányok főleg vasárnap és ünnepnapokon fehér vagy világos alapszínű, csinos, testhez álló derekas ruhákat viseltek és hajukat felkötve vagy szalagba két ágba fonva hordták. Lábbelijük magas sarkú cipő, télen csizma. Téli felsőruhájuk a prémes posztó -újjas volt.
A férfiak viselete kék posztónadrág; nyáron a legények csinosan ránczba szedett, középbőségű,
térden alul érő, házi vászonból készült lábravalót, csizmát és bokrétás posztó- vagy szalmakalapot. Téli felsőjük a szürke "guba". Némelyek nyáron munkaközben bocskort is kötöttek.